# (72622) 2001 FE26
(72622) 2001 FE26 – planetoida z pasa głównego asteroid okrążająca Słońce w ciągu 5,7 lat w średniej odległości 3,19 j.a. Odkryta 18 marca 2001 roku.